# Бітаун (Вісконсин)
Бітаун (англ. Beetown) — місто (англ. town) в США, в окрузі Грант штату Вісконсин. Населення — 723 особи (2020).

## Демографія
Згідно з переписом 2010 року, у місті мешкало 777 осіб у 275 домогосподарствах у складі 215 родин. Було 301 помешкання
Расовий склад населення:
| - 98,3 % — білих - 0,5 % — азіатів - 0,1 % — корінних американців |

До двох чи більше рас належало 0,5 %. Частка іспаномовних становила 1,3 % від усіх жителів.
За віковим діапазоном населення розподілялося таким чином: 28,2 % — особи молодші 18 років, 56,5 % — особи у віці 18—64 років, 15,3 % — особи у віці 65 років та старші. Медіана віку мешканця становила 38,3 року. На 100 осіб жіночої статі у місті припадало 107,8 чоловіків;  на 100 жінок у віці від 18 років та старших — 105,9 чоловіків також старших 18 років.
Середній дохід на одне домашнє господарство  становив 59 291 долар США (медіана — 48 438), а середній дохід на одну сім'ю — 67 261 долар (медіана — 60 156). Медіана доходів становила 35 078 доларів для чоловіків та 35 750 доларів для жінок. За межею бідності перебувало 16,1 % осіб, у тому числі 28,3 % дітей у віці до 18 років та 9,7 % осіб у віці 65 років та старших.
Цивільне працевлаштоване населення становило 325 осіб. Основні галузі зайнятості: освіта, охорона здоров'я та соціальна допомога — 21,2 %, сільське господарство, лісництво, риболовля — 17,8 %, роздрібна торгівля — 16,0 %.